# Обейдска култура
Обейдската култура е енеолитна археологическа култура в Месопотамия, датирана към периода 6500-3800 година пр.н.е.. Наречена е на първия изследван археологически обект Тел ал-Обейд.
Обейдската култура възниква в южната част на Месопотамия, където няма данни от по-ранни култури, макар че е възможно следи от такива да има под изследваните алувиални пластове. Там тя просъществува до 3800 година пр.н.е., когато е заменена от Урукския период. В Северна Месопотамия Обейдската култура просъществува по-кратко – от 5300 година пр.н.е., когато замества Халафската култура, до 4300 година пр.н.е., когато е изместена от късноенеолитния период.